# Stora Essingen
Stora Essingen ist eine 73 Hektar große Insel im schwedischen See Mälaren und gleichzeitig ein Ortsteil des Stockholmer Stadtbezirks Kungsholmen mit 3892 Einwohnern (2006). Die Insel ist sehr hügelig und trug früher den Namen Hessingen.
Angrenzende Stockholmer Ortsteile sind Fredhäll, Lilla Essingen, Gröndal, Smedslätten, Äppelviken und Alvik. Stora Essingen wurde 1916 als Teil von Bromma ins Stadtgebiet von Stockholm eingegliedert. Nach mehreren Verwaltungsreformen gehört die Insel nun zum innerstädtischen Stadtbezirk Kungsholmen. Neben der Essinge-Kirche des Architekten Cyrillus Johansson, auf dem höchsten Punkt der Insel gelegen und deren Glockenturm einen weit sichtbaren Orientierungspunkt darstellt, gibt es noch eine Kapelle der Liberalkatholischen Kirche (S:t Mikaels och Alla Änglars kyrka).
Die ersten Arbeiterwohnungen und Sommerlauben wurden in den 1870er Jahren errichtet. Ab 1907 erfolgte der Verkauf von einzelnen Grundstücken, doch erst ab 1929, nach der Einweihung der ersten Essingebrücke, stieg das Interesse an diesen deutlich. Heute ist der Bereich um den zentralen Platz durch Mehrfamilienhäuser gekennzeichnet und die übrigen Bereiche der Insel durch Villen.
Am 15. Dezember 1928 wurde Stora Essingen an das Stockholmer Busnetz angeschlossen und zwischen 1945 und 1961 verkehrten Oberleitungsbusse auf der Strecke zur Insel. Durch den Bau des Essingeleden in den 1960er Jahren tangiert nun eine Autobahn mit zwei markanten Brücken den nordöstlichen Teil der Insel. Die Straßenbahnlinie (Tvärbanan) ist neueren Datums. Sie wurde im Jahr 2000 fertiggestellt.

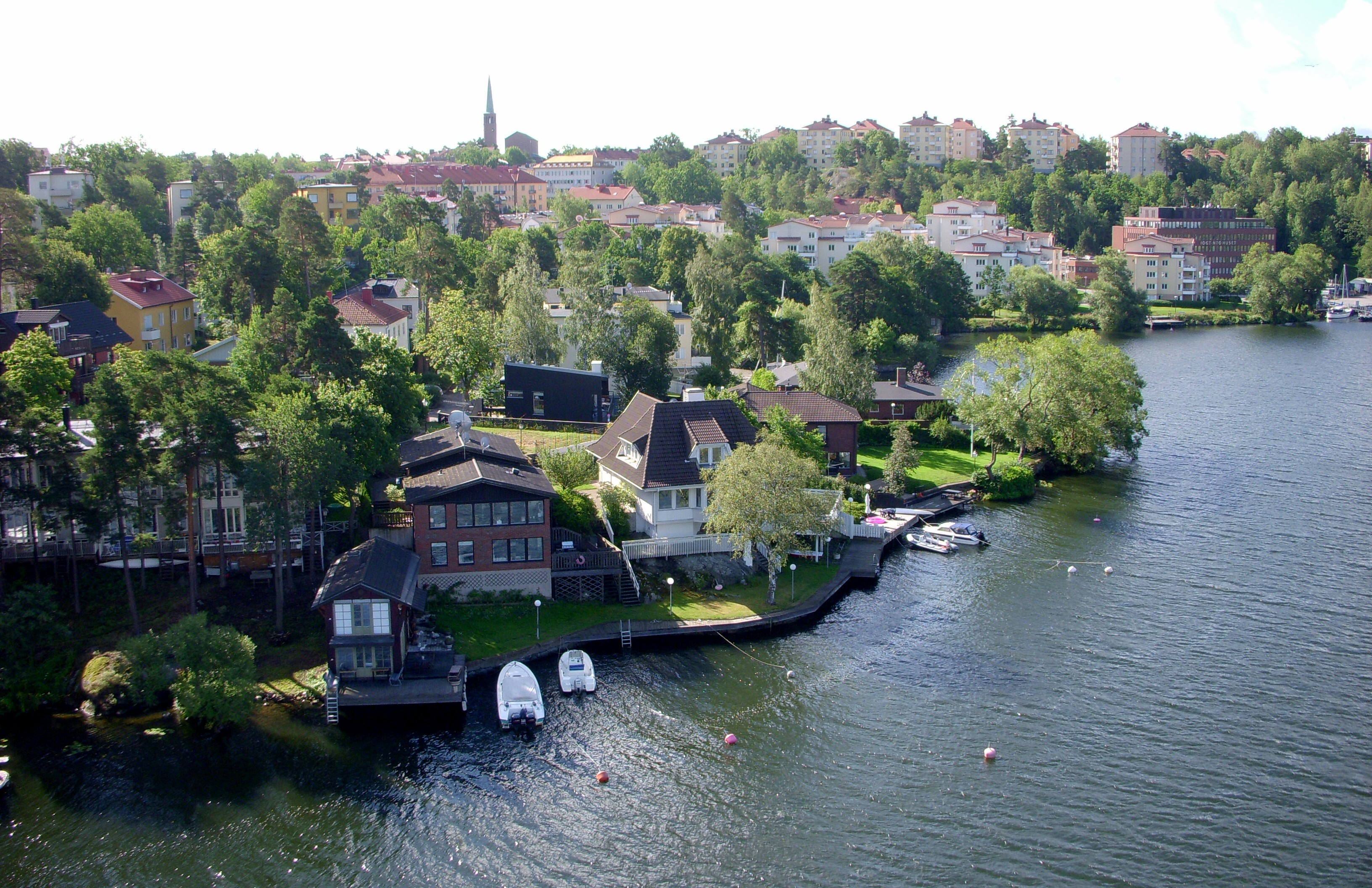
Blick über die Insel von Nordwesten